# Quillebeuf-sur-Seine
Quillebeuf-sur-Seine település Franciaországban, Eure megyében. Lakosainak száma 838 fő (2022. január 1.). Quillebeuf-sur-Seine Marais-Vernier, Lillebonne, Port-Jérôme-sur-Seine, Saint-Jean-de-Folleville és Tancarville községekkel határos.

## Népesség
A település népességének változása:
| Lakosok száma | 1245 | 1100 | 1044 | 1018 | 948  | 931  | 870  | 833  | 826  | 838  |
|               | 1968 | 1982 | 1990 | 2006 | 2013 | 2015 | 2017 | 2019 | 2020 | 2022 |